# Paulinho (ur. 1986)
Paulinho, właśc. Paulo Sérgio Betanin (ur. 10 stycznia 1986 w Caxias do Sul) – brazylijski piłkarz, który występował na pozycji napastnika. W sezonie 2017/2018 strzelił 5 goli w Serie B w barwach tego klubu.

## Statystyki kariery
Na dzień 3 stycznia 2018
| Klub                    | Sezon              | Liga                     | Liga  | Liga | Puchar | Puchar | Inne  | Inne | Łącznie | Łącznie |
| Klub                    | Sezon              | Liga                     | Mecze | Gole | Mecze  | Gole   | Mecze | Gole | Mecze   | Gole    |
| ----------------------- | ------------------ | ------------------------ | ----- | ---- | ------ | ------ | ----- | ---- | ------- | ------- |
| Livorno                 | 2005–06            | Serie A                  | 11    | 0    | 0      | 0      | 0     | 0    | 11      | 0       |
| Livorno                 | 2006–07            | Serie A                  | 20    | 2    | 0      | 0      | 0     | 0    | 20      | 2       |
| Livorno                 | 2008–09            | Serie B                  | 14    | 0    | 0      | 0      | 0     | 0    | 14      | 0       |
| Livorno                 | 2011–12            | Serie B                  | 38    | 13   | 2      | 2      | 0     | 0    | 40      | 15      |
| Livorno                 | 2012–13            | Serie B                  | 45    | 22   | 2      | 0      | 0     | 0    | 47      | 22      |
| Livorno                 | 2013–14            | Serie A                  | 35    | 15   | 1      | 0      | 0     | 0    | 36      | 15      |
| Łącznie                 | Łącznie            | Łącznie                  | 163   | 52   | 5      | 2      | 0     | 0    | 168     | 54      |
| Grosseto (wypożyczenie) | 2007–08            | Serie B                  | 31    | 2    | 0      | 0      | 0     | 0    | 31      | 2       |
| Łącznie                 | Łącznie            | Łącznie                  | 31    | 2    | 0      | 0      | 0     | 0    | 31      | 2       |
| Sorrento (wypożyczenie) | 2009–10            | Lega Pro Prima Divisione | 33    | 15   | 0      | 0      | 0     | 0    | 33      | 15      |
| Sorrento (wypożyczenie) | 2010–11            | Lega Pro Prima Divisione | 29    | 24   | 2      | 1      | 0     | 0    | 31      | 25      |
| Łącznie                 | Łącznie            | Łącznie                  | 62    | 39   | 2      | 1      | 0     | 0    | 64      | 40      |
| Al-Arabi                | 2014–15            | Qatar Stars League       | 23    | 11   | 0      | 0      | 0     | 0    | 23      | 11      |
| Al-Arabi                | 2015–16            | Qatar Stars League       | 20    | 12   | 0      | 0      | 0     | 0    | 20      | 12      |
| Al-Arabi                | 2016–17            | Qatar Stars League       | 14    | 1    | 0      | 0      | 0     | 0    | 14      | 1       |
| Łącznie                 | Łącznie            | Łącznie                  | 57    | 24   | 0      | 0      | 0     | 0    | 57      | 24      |
| Cremonese               | 2017–18            | Serie B                  | 16    | 5    | 0      | 0      | 0     | 0    | 16      | 5       |
| Łącznie                 | Łącznie            | Łącznie                  | 16    | 5    | 0      | 0      | 0     | 0    | 16      | 5       |
| Łącznie w karierze      | Łącznie w karierze | Łącznie w karierze       | 329   | 122  | 7      | 3      | 0     | 0    | 336     | 125     |